# Final do Campeonato de Portugal de 1921–22
A Final do Campeonato de Portugal de 1921–22 foi a Final da 1ª edição do Campeonato de Portugal. Depois de uma vitória para cada clube nas duas mãos da Final, o FC Porto venceu esta edição inaugural após ter derrotado o Sporting por 3–1 na Finalíssima, disputada a 18 de Junho de 1922 no Campo do Bessa, no Porto.

## Acesso
O FC Porto qualificou-se para a Final da edição inaugural do Campeonato de Portugal após conquistar o Campeonato do Porto de 1921–22.
O Sporting apurou-se para a Final ao vencer o Campeonato de Lisboa de 1921–22.

## Final
A Final do Campeonato de Portugal de 1921–22 foi disputada a duas mãos, sendo a 1ª mão jogada a 4 de Junho de 1922 e a 2ª mão a 11 de Junho de 1922. Os golos marcados no conjunto das duas mãos não contavam para o apuramento do vencedor. 

### 1ª Mão
| 4 de Junho de 1922 | FC Porto              | 2 – 1     | Sporting        | Campo da Constituição, Porto |
|                    | Tavares Basto 25' 86' | Relatório | Emílio Ramos 9' | Árbitro: Merik Barley        |

| FC Porto | Sporting |

|                   |  | Lino Moreira     |
|                   |  | Júlio Cardoso    |
|                   |  | Artur Augusto    |
|                   |  | Tavares Bastos   |
|                   |  | José Mota        |
|                   |  | Velez Carneiro   |
|                   |  | Floreano Pereira |
|                   |  | João Brito       |
|                   |  | Balbino Silva    |
|                   |  | João Nunes       |
|                   |  | Alexandre Cal    |
| Treinador:        |  |                  |
| Adolphe Cassaigne |  |                  |

|               |  | Jorge Vieira        |
|               |  | Amadeu Cruz         |
|               |  | Joaquim Ferreira    |
|               |  | José Leandro        |
|               |  | José Filipe         |
|               |  | Francisco Marques   |
|               |  | Henrique Portela    |
|               |  | João Francisco Maia |
|               |  | Torres Pereira      |
|               |  | Emílio Ramos        |
|               |  | Francisco Stromp    |
| Treinador:    |  |                     |
| Augusto Sabbo |  |                     |

### 2ª Mão
| 11 de Junho de 1922 | Sporting                          | 2 – 0     | FC Porto | Campo Grande, Lisboa      |
|                     | Henrique Portela · Torres Pereira | Relatório |          | Árbitro: Ezequiel Montero |

| Sporting | FC Porto |

|               |  | Jorge Vieira        |
|               |  | Amadeu Cruz         |
|               |  | Joaquim Ferreira    |
|               |  | José Leandro        |
|               |  | José Filipe         |
|               |  | Henrique Portela    |
|               |  | João Francisco Maia |
|               |  | Torres Pereira      |
|               |  | Jaime Gonçalves     |
|               |  | Emílio Ramos        |
|               |  | Francisco Stromp    |
| Treinador:    |  |                     |
| Augusto Sabbo |  |                     |

|                   |  | Lino Moreira     |
|                   |  | Júlio Cardoso    |
|                   |  | Artur Augusto    |
|                   |  | Tavares Bastos   |
|                   |  | José Mota        |
|                   |  | Velez Carneiro   |
|                   |  | Floreano Pereira |
|                   |  | João Brito       |
|                   |  | Balbino Silva    |
|                   |  | João Nunes       |
|                   |  | Alexandre Cal    |
| Treinador:        |  |                  |
| Adolphe Cassaigne |  |                  |

## Finalíssima

### Estádio
Após sorteio para decidir se a Finalíssima seria em Lisboa ou no Porto e tendo sido sorteada esta última cidade, o Estádio escolhido pela Federação Portuguesa de Futebol para a realização da Finalíssima da edição inaugural do Campeonato de Portugal foi o Campo do Bessa, no Porto. Inaugurado em 1911, o Campo do Bessa, depois Estádio do Bessa, acolheu nesta edição a sua única Final do Campeonato de Portugal.

### Partida
| 18 de junho de 1922 | FC Porto                                              | 3 – 1 ap  | Sporting         | Campo do Bessa, Porto       |
|                     | Balbino Silva 51' · João Nunes 100' · João Brito 102' | Relatório | Emílio Ramos 70' | Árbitro: José Neves Eugénio |

| FC Porto | Sporting |

|                   |  | Lino Moreira     |
|                   |  | Júlio Cardoso    |
|                   |  | Artur Augusto    |
|                   |  | José Mota        |
|                   |  | Velez Carneiro   |
|                   |  | Floreano Pereira |
|                   |  | Tavares Bastos   |
|                   |  | João Brito       |
|                   |  | Balbino Silva    |
|                   |  | João Nunes       |
|                   |  | Alexandre Cal    |
| Treinador:        |  |                  |
| Adolphe Cassaigne |  |                  |

|               |  | Jorge Vieira        |
|               |  | Amadeu Cruz         |
|               |  | Joaquim Ferreira    |
|               |  | José Leandro        |
|               |  | Henrique Portela    |
|               |  | Filipe dos Santos   |
|               |  | João Francisco Maia |
|               |  | Jaime Gonçalves     |
|               |  | Torres Pereira      |
|               |  | Emílio Ramos        |
|               |  | Francisco Stromp    |
| Treinador:    |  |                     |
| Augusto Sabbo |  |                     |